# Gemeindewehrführer (Schleswig-Holstein)
Ein Gemeindewehrführer bezeichnet in Schleswig-Holstein den Leiter einer Freiwilligen Feuerwehr einer kreisangehörigen Gemeinde. In kreisfreien Städten heißt er Stadtbrandmeister. Dies gilt auch für Gemeinden, die aus verschiedenen Ortschaften bestehen. Die Orts-/Stadtteilfeuerwehren werden durch den Ortswehrführer geleitet.

## Wahl und Ernennung
Der Gemeindewehr-/Ortswehrführer wird einer geheimen Wahl auf der Mitgliederversammlung seiner Gemeinde oder Ortes für die Dauer von sechs Jahren gewählt. Voraussetzungen für die Wahl ist die Mitgliedschaft in der aktiven Abteilung von mindestens 4 Jahren, dass er eine persönliche und fachliche Eignung besitzt, die erforderlichen Lehrgänge absolviert hat oder sich verpflichtet, diese innerhalb von zwei Jahren nachzuholen und das 61. Lebensjahr noch nicht vollendet hat (gilt nicht für eine Wiederwahl). Die Ernennung bedarf der Zustimmung der Gemeinde.

## Aufgaben
Der Gemeinde-/Ortswehrführer ist für die:
- Einsatzbereitschaft der Freiwilligen Feuerwehr,
- Ausbildung der Mitglieder der Feuerwehr und
- Beratung des Bürgermeisters in allen Fragen des Feuerwehrwesens zuständig.

## Unterstellung
Dem Gemeindewehrführer sind die Ortswehrführer der einzelnen Ortschaften fachlich unterstellt.
Gemäß § 7(3) Gesetz über den Brandschutz und die Hilfeleistungen der Feuerwehren ist der Leiter der Berufsfeuerwehr für alle Feuerwehren im Stadtgebiet verantwortlich. Daraus ergibt sich, dass der Gemeindewehrführer dem Leiter der Berufsfeuerwehr unterstellt ist.

## Dienstgrade
Der Dienstgrad des Gemeinde-/Ortswehrführers und seines Stellvertreters richtet sich nach der Einwohnerzahl seiner Gemeinde bzw. seines Ortes.
- bei Gemeinden und Ortschaften mit einer Einwohnerzahl von unter 1.000 Einwohner:

| Brandmeister                                 | Oberbrandmeister                            | Hauptlöschmeister***                             | Brandmeister                        |
| stv. Gemeindewehrführer/-in Brandmeister/-in | Gemeindewehrführer/-in Oberbrandmeister/-in | stv. Ortswehrführer/-in Hauptlöschmeister/-in*** | Ortswehrführer/-in Brandmeister/-in |

- bei Gemeinden und Ortschaften mit einer Einwohnerzahl von über 1.000 Einwohner bis 5.000 Einwohner:

| Oberbrandmeister                                 | Hauptbrandmeister**                            | Brandmeister                             | Oberbrandmeister                        |
| stv. Gemeindewehrführer/-in Oberbrandmeister/-in | Gemeindewehrführer/-in Hauptbrandmeister/-in** | stv. Ortswehrführer/-in Brandmeister/-in | Ortswehrführer/-in Oberbrandmeister/-in |

- bei Gemeinden und Ortschaften mit einer Einwohnerzahl von über 5.000 Einwohner bis 15.000 Einwohner:

| Hauptbrandmeister**                                 | Hauptbrandmeister***                            | Oberbrandmeister                             | Hauptbrandmeister**                        |
| stv. Gemeindewehrführer/-in Hauptbrandmeister/-in** | Gemeindewehrführer/-in Hauptbrandmeister/-in*** | stv. Ortswehrführer/-in Oberbrandmeister/-in | Ortswehrführer/-in Hauptbrandmeister/-in** |

- bei Gemeinden und Ortschaften mit einer Einwohnerzahl von über 15.000 Einwohner:

| Hauptbrandmeister***                                 | Erster Hauptbrandmeister                            | Hauptbrandmeister**                             | Hauptbrandmeister***                        |
| stv. Gemeindewehrführer/-in Hauptbrandmeister/-in*** | Gemeindewehrführer/-in Erster Hauptbrandmeister/-in | stv. Ortswehrführer/-in Hauptbrandmeister/-in** | Ortswehrführer/-in Hauptbrandmeister/-in*** |